# 998 w polityce
Wydarzenia polityczne w 998 roku.
- luty – Otton III zdobywa Rzym i przywraca władzę papieża Grzegorza V[1].
- kwiecień – antypapież Jan XVI, pojmany po zdobyciu twierdzy Leona przez siły Ottona III, zostaje okaleczony i uwięziony[1].
- wiosna – bunt w Damaszku przeciwko panowaniu Fatymidów[2].
- wojska Ottona III zdobywają Kapuę, Salerno i Neapol[3].
- czerwiec – wojna Egiptu (Kalifatu fatymidzkiego) z Bizancjum: mahometanie zdobywają Sur[2].
- 19 lipca – wojna Egiptu (Kalifatu fatymidzkiego) z Bizancjum: klęska sił bizantyńskich w bitwie pod Apameą w Syrii[4].
- wojna Egiptu (Kalifatu fatymidzkiego) z Bizancjum: mahometanie bezskutecznie oblegają Antiochię[4].
- koniec roku – cesarz Bazyli II prosi egipskiego władcę Al-Hakima o zawieszenie broni[4].

## Zmarli
- 24 kwietnia – Krescencjusz II Nomentanus, arystokrata rzymski, przywódca buntu przeciwko cesarzowi Ottonowi III i papieżowi Grzegorzowi V, ścięty w zamku Św. Anioła[5].
- 19 lipca – Damian Dalasenos, bizantyński dux Antiochii, zginął w bitwie pod Apemeą (ur. ok. 940 roku)[4].

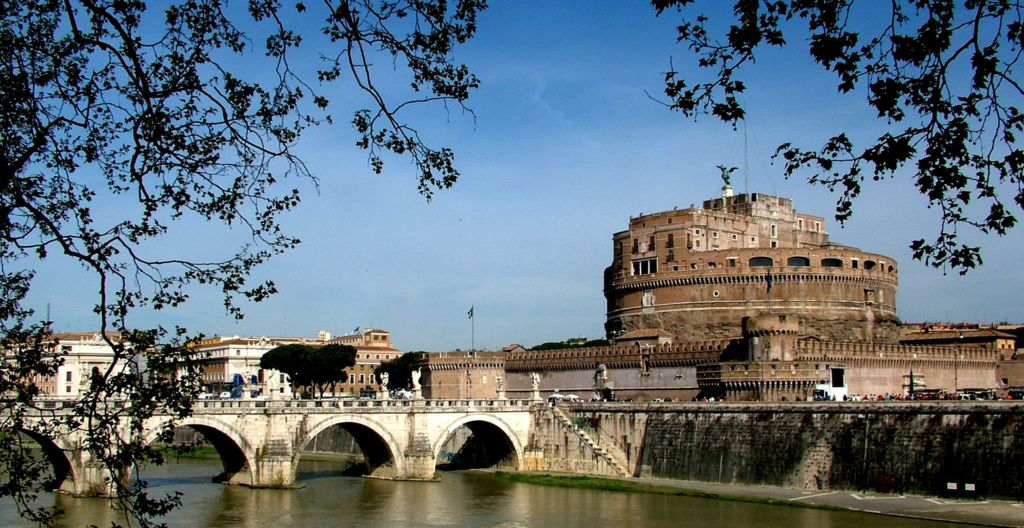
Zamek Świętego Anioła